# Verwaltungsgemeinschaft Kyffhäuser

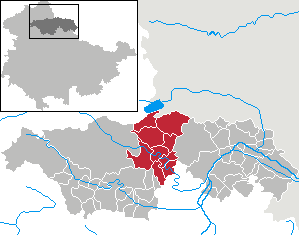
Lage der ehemaligen Verwaltungsgemeinschaft im Kyffhäuserkreis

In der Verwaltungsgemeinschaft Kyffhäuser aus dem thüringischen Kyffhäuserkreis hatten sich bis zum 31. Dezember 2012 neun Gemeinden zur Erledigung ihrer Verwaltungsgeschäfte zusammengeschlossen. Sitz der Verwaltungsgemeinschaft war in Bendeleben.

## Gemeinden
1. Badra
2. Bendeleben
3. Göllingen
4. Günserode
5. Hachelbich
6. Oberbösa
7. Rottleben
8. Seega
9. Steinthaleben

## Geschichte
Die Verwaltungsgemeinschaft Kyffhäuser wurde am 8. März 1994 gegründet. Oberbösa kam am 29. November 1994 hinzu. Am 31. Dezember 2012 ging die Verwaltungsgemeinschaft, mit Ausnahme von Oberbösa, welches in die Verwaltungsgemeinschaft Greußen wechselte, in der Gemeinde Kyffhäuserland auf.